# Saitonia kawaguchikonis
Saitonia kawaguchikonis is een spinnensoort in de taxonomische indeling van de hangmatspinnen (Linyphiidae).
Het dier behoort tot het geslacht Saitonia. De wetenschappelijke naam van de soort werd voor het eerst geldig gepubliceerd in 2001 door Kendo Saito & Ono.